# Hofstätten (Wilgartswiesen)
Hofstätten ist ein Ortsteil der Ortsgemeinde Wilgartswiesen im Landkreis Südwestpfalz in Rheinland-Pfalz.

## Geographie

### Lage
Hofstätten liegt im Biosphärenreservat Pfälzerwald-Vosges du Nord in der sogenannten Frankenweide. Das Gebiet um den Ort bildet eine Exklave der Gemeinde Wilgartswiesen, die nördlich des übrigen Gemeindegebiets liegt. Zur Gemarkung von Hofstätten gehört außerdem der Wohnplatz Häusel.

### Erhebungen und Gewässer
Das Siedlungsgebiet befindet sich rechts über dem Flachsbachtal, einem rechten, westlich liegenden Seitental des oberen Wellbachtals. Letzteres bildet zudem die östliche Grenze der Exklave. Unmittelbar westlich der Bebauung erstreckt sich der 558,9 m ü. NN hohe Blosenberg. Höchste Erhebung ist der 608,3 m ü. NN hohe Eschkopf im Norden der Exklave, gut drei Kilometer nördlich des eigentlichen Ortes, wo neben dem Wellbach auch der Erlenbach entspringt, der stärkste Quellbach des Speyerbachs. Der Mosisberg einen Kilometer weiter südlich misst 608,7 m ü. NN.

## Geschichte
Erstmals wurde Hofstätten im Jahr 1379 erwähnt; es entstand vor allem als Stützpunkt für Waldarbeiter. Ab 1560 sind eine Pfarrei sowie eine eigene Kirche gesichert. Im Dreißigjährigen Krieg wurde der Ort zerstört und blieb bis 1665 unbewohnt. Im Jahre 1665 errichteten die Grafen von Leiningen eine Melkerei in Hochstetten. Ebenso wurden ein herrschaftliches Gut sowie Waldbauernhäuser errichtet. Bis Ende des 18. Jahrhunderts bildete der Ort ein Kondominium, da er gemeinschaftlich zu Zweibrücken und den Leiningern gehörte.
Während des Ersten Koalitionskrieges wurde Hofstätten 1794 durch die Franzosen eingenommen und teilweise zerstört. Hofstätten wurde während dieser Zeit mit dem weiter südlich liegenden Wilgartswiesen zu einer Gemeinde zusammengelegt. Dieser Status wurde seit dieser Zeit nicht mehr geändert. In der ersten Hälfte des 19. Jahrhunderts wurde durch die bayerische Forstverwaltung ein Forsthaus errichtet. Während dieser Zeit hieß der Ort zeitweise „Hochstätten“.Im Jahr 1926 wurde für die 1635 zerstörte Kirche eine neue erbaut. 1931 wurde die bislang Wilgartswiesen-Hofstätten heißende Gemeinde in Wilgartswiesen umbenannt. Am 1. Januar 1976 wurden die bislang in der Gemarkung Hofstätten liegenden Orte Speyerbrunn, Erlenbach und Schwarzbach der Nachbargemeinde Elmstein zugeschlagen und der östliche Teil des Weilers Johanniskreuz fiel an Trippstadt, zu dem zuvor bereits der westliche Teil des Ortes gehörte.

## Politik
Der Ortsteil Hofstätten ist einer der beiden Ortsbezirke der Ortsgemeinde Wilgartswiesen und wird von einem Ortsbeirat sowie einem Ortsvorsteher politisch vertreten.
Der Ortsbeirat besteht aus sechs Mitgliedern, die bei der Kommunalwahl am 9. Juni 2024 in einer Mehrheitswahl gewählt wurden, und dem ehrenamtlichen Ortsvorsteher als Vorsitzendem.
Peter Bernhard wurde am 11. September 2014 erstmals Ortsvorsteher von Hofstätten. Da bei den Direktwahlen am 26. Mai 2019 und 9. Juni 2024 jeweils kein Bewerber angetreten war, erfolgte die anstehende Neuwahl des Ortsvorstehers durch die amtierenden Ortsbeiräte. Diese bestätigten Peter Bernhard in ihren konstituierenden Sitzungen im Juni 2019 beziehungsweise am 2. Juli 2024 jeweils für weitere fünf Jahre in seinem Amt.
Bernhards Vorgänger Edwin Jacobs hatte das Amt 15 Jahre ausgeübt.

## Kultur

### Kulturdenkmäler

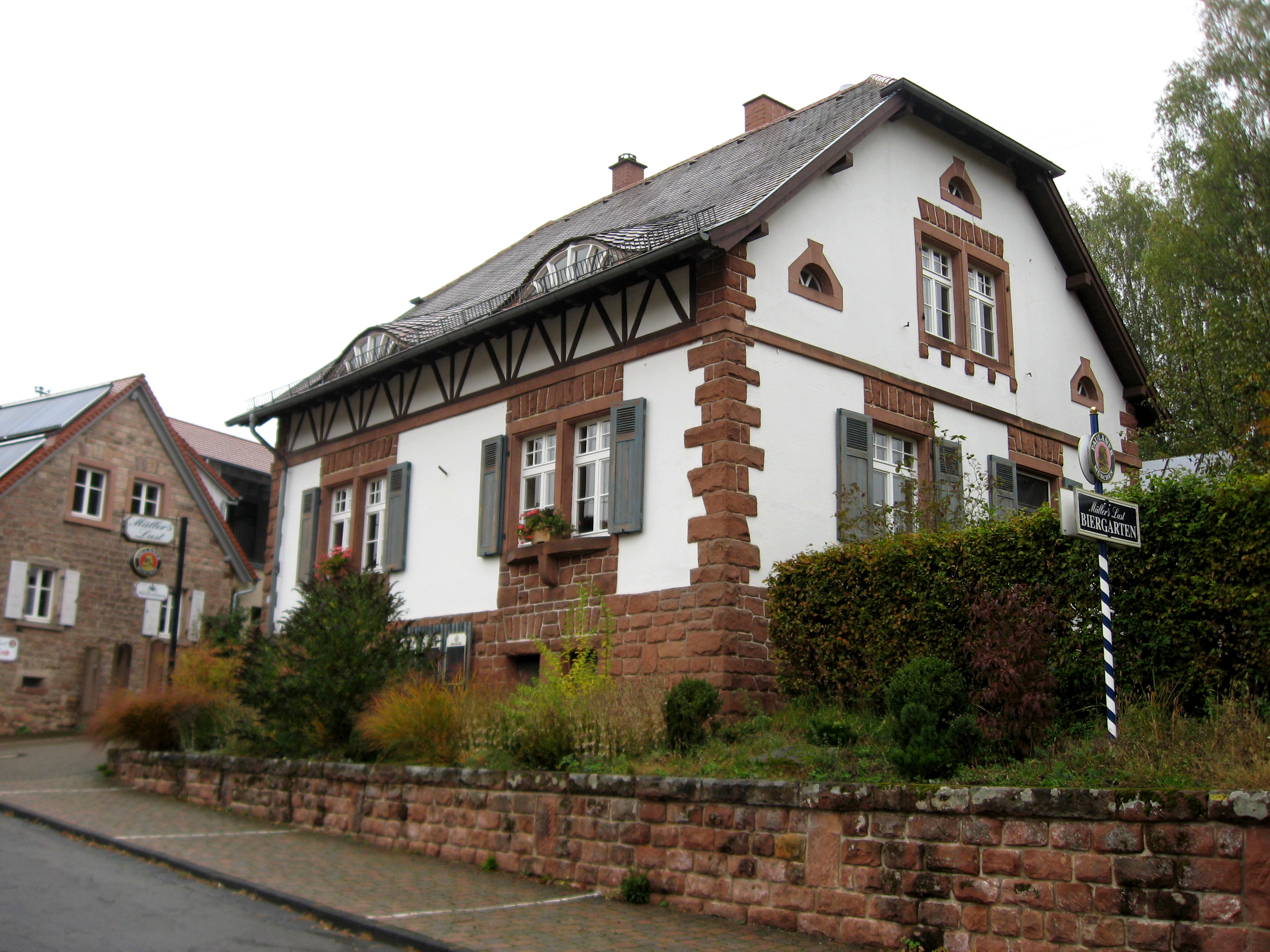
Ehemaliges, mittlerweile unter Denkmalschutz stehendes Forsthaus

Mit der evangelischen Kirche, einem ehemaligen Forsthaus, dem nördlich des Siedlungsgebiets gelegenen Eschkopfturm und einem Gedenkstein, der einem Forstmeister gewidmet ist, befinden sich vor Ort insgesamt vier Objekte, die unter Denkmalschutz stehen.

### Medien
Der Film Lost Place aus dem Jahr 2013 wurde auf der Gemarkung von Hofstätten gedreht.

## Wirtschaft und Infrastruktur

### Wirtschaft
Hofstätten war jahrhundertelang von der Forstwirtschaft geprägt. Mit dem Hofstätter-Scheune-Bräu  existiert seit 2008 vor Ort eine Brauerei, die die Sorten Helles und Dunkles sowie saisonal Märzen, Festbier und Nikolausbier produziert.

### Verkehr

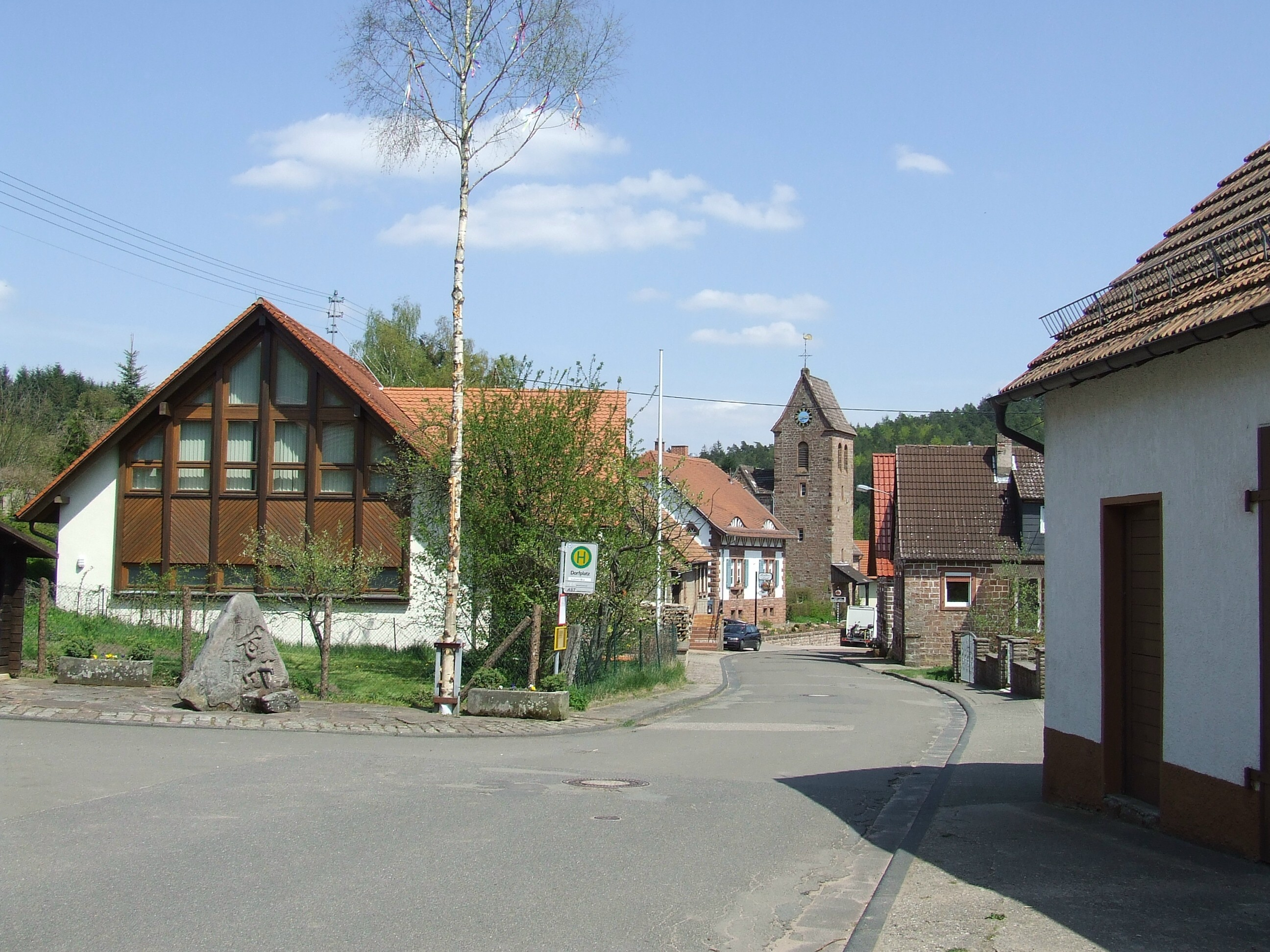
Ortsmitte mit Bushaltestelle

Hofstätten ist über die B 48 erreichbar, die in diesem Bereich dem Wellbach folgt. Von dieser zweigt die Kreisstraße 57 ab, die den Ortskern an das Straßennetz anbindet.
Der Ort ist über die Buslinie 526 des Verkehrsverbundes Rhein-Neckar an das Nahverkehrsnetz angebunden, die nach Annweiler am Trifels, Wilgartswiesen und Hauenstein führt.
Zudem liegt Hofstätten an der Route zweier Wanderwege, von denen einer mit einem blau-gelben Balken markiert ist und unter anderem die Verbindung mit Lauterecken und Sankt Germanshof schafft. Der andere ist mit einem gelben Balken markiert und führt von Contwig bis nach Germersheim.

### Institutionen
Seit 1847 hatte Hofstätten ein eigenes Schulhaus, das zusätzlich für Gottesdienste Verwendung fand. Ebenfalls im Gebiet von Hofstätten liegt die nur noch teilweise genutzte Radio Relay Site Langerkopf.